# Derek Kolstad
Derek Kolstad est un scénariste et producteur de cinéma américain né le 4 avril 1974 à Madison dans le Wisconsin. Il est l'un des créateurs de la franchise John Wick.

## Biographie

### Jeunesse et études
Né le 4 avril 1974 à Madison dans le Wisconsin, il fréquente l'école catholique Edgewood High School of the Sacred Heart (en) puis intègre la Taylor University (en) à Upland dans l'Indiana. Il déménage en Californie à l'âge de 24 ans pour devenir scénariste. Il affirme avoir commencé à écrire des films quand il était adolescent, mais qu'il a d'abord eu du mal à trouver le succès dans le cinéma américain.

### Carrière
Il vend pour la première fois un scénario, intitulé Acolyte, acquis par Voltage Pictures (en) en juin 2012. Après cela, il est engagé pour faire des réécritures, sur des séries B d'action comme One in the Chamber (en) (2012) avec Dolph Lundgren et Cuba Gooding Jr.. Il a ensuite écrit The Package (2013), également avec Dolph Lundgren.
Il vend ensuite un script intitulé Scorn à Thunder Road Pictures. Keanu Reeves, engagé pour le rôle principal en avril 2013, suggère que le film soit rebaptisé John Wick, d'après le nom du personnage principal que Derek Kolstad a ainsi nommé en hommage à son grand-père maternel. Réalisé par Chad Stahelski (avec la participation non créditée de David Leitch), le film sort 2014 et est un succès. S'en suivra la création d'une franchise avec John Wick 2 (2017) et John Wick Parabellum (2019). Derek Kolstad participe ensuite à l'écriture du jeu vidéo John Wick: Chronicles et est également impliqué dans la série de comic books inspirée de la saga. Cependant, le studio ne fait pas appel à lui pour les scénarios de John Wick : Chapitre 4 (2023) et le futur spin-off Ballerina.
En 2017, Derek Kolstad est annoncé à l'écriture d'une série en prise de vues réelles adaptée de la série de jeux vidéo Hitman ainsi que d'un thriller d'action intitulé The Steward,,. En 2019, il est annoncé à l'écriture et à la production d'une adaptation cinématographique d'une autre série de jeux vidéo, Just Cause. En 2020, Netflix annonce que Derel Kolstad va officier comme scénariste et producteur délégué d'une série d'animation inspirée de Tom Clancy's Splinter Cell. En 2021, Derek Kolstad est engagé pour écrire un film en prise de vue réelle de Hellsing pour Prime Video.
Derek Kolstad écrit le scénario du film d'action Nobody avec Bob Odenkirk. Le film sort en 2021. Cette même année, il participe à l'écriture de deux épisodes de la série de l'univers cinématographique Marvel, Falcon et le Soldat de l'hiver. Il revient ensuite à l'univers John Wick en participant à l'écriture et à la production de la série Le Continental : D'après l'Univers de John Wick diffusée en 2023.

### Vie privée
Derek Kolstad vit à Pasadena en Californie. Il est marié à Sonja avec laquelle il a deux enfants.

## Filmographie
Sauf indication contraire, les informations mentionnées dans cette section peuvent être confirmées par la base de données cinématographiques IMDb,  présente dans la section « Liens externes ».

### Scénariste
Cinéma
- 2012 : One in the Chamber[13] de William Kaufman
- 2013 : The Package[14] de Jesse V. Johnson
- 2014 : The After School Special (court métrage) de Dan Portnoy
- 2014 : The The Forge: Subject Aries (court métrage) de Dan Portnoy
- 2014 : John Wick de Chad Stahelski et David Leitch
- 2017 : John Wick 2 (John Wick: Chapter 2) de Chad Stahelski
- 2019 : John Wick Parabellum (John Wick: Chapter 3 – Parabellum) de Chad Stahelski
- 2021 : Nobody d'Ilia Naïchouller
- 2023 : Die Hart d'Eric Appel
- 2025 : Nobody 2 de Timo Tjahjanto
- 2025 : Normal de Ben Wheatley

Télévision
- 2020 : Die Hart (en) (série TV)
- 2021 : Falcon et le Soldat de l'hiver (The Falcon and the Winter Soldier) (série TV) - 2 épisodes
- 2023 : Le Continental : D'après l'Univers de John Wick (The Continental: From the World of John Wick) (série TV) - 3 épisodes

### Producteur
- 2020 : Die Hart (en) (série TV)
- 2021 : Nobody d'Ilia Naïchouller
- 2021 : Falcon et le Soldat de l'hiver (The Falcon and the Winter Soldier) (série TV) - 2 épisodes
- 2022 : La Princesse (The Princess) de Le-Van Kiet
- 2023 : Le Continental : D'après l'Univers de John Wick (The Continental: From the World of John Wick) (producteur délégué)
- 2023 : Die Hart d'Eric Appel
- 2025 : Normal de Ben Wheatley